# Ioánnis Frangoúdis
Ioánnis Frangoúdis (en grec moderne : Ιωάννης Φραγκούδης, aussi translittéré Ioánnis Phrangoúdis et traduit en Jean Phrangoudhis dans les comptes-rendus de l’époque), né à Limassol à Chypre en 1863 et mort le 18 octobre 1916, est un tireur grec, champion olympique lors des Jeux olympiques d'été de 1896 à Athènes et militaire d'origine.
Il concourt à quatre épreuves de tir sportif et il est à la fois secrétaire du sous-comité au tir.
Il commence par l'épreuve de carabine d'ordonnance à 300 m qu'il mène après le premier tour de dix tirs. Cependant, ses performances sont irrégulières et le second et quatrième tour sont moins consistants que les premier et troisième. Phrangoudis termine au second rang pour un score total de 1 312 points derrière Yeóryios Orfanídis, 1 583 points et devant Viggo Jensen troisième avec seulement 7 points de moins.
Au feu rapide à 25 m, Phrangoudis remporte l'épreuve, battant Orfanídis. Il termine également dans les trois premiers rangs au pistolet à 50 m, derrière Sumner Paine et Holger Nielsen.
Phrangoudis dispute une autre épreuve, terminant quatrième.

## Palmarès

### Jeux olympiques
- Jeux olympiques de 1896 à Athènes (Grèce) :
  - Tir sportif :
    -  Médaille d'or sur l'épreuve Pistolet feu rapide à 25 m.
    -  Médaille d'argent sur l'épreuve Carabine d'ordonnance à 300 m.
    -  Médaille de bronze sur l'épreuve Pistolet à 30 m.